# طبیعت انگلیسی

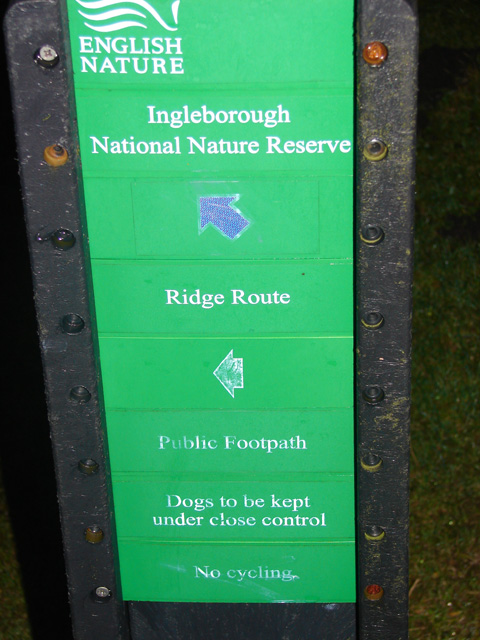
طبیعت انگلیسی - منطقه حفاظت‌شده ملی اینگلبورو

طبیعت انگلیسی (English Nature) یک نهاد دولتی بریتانیا بود که بین سال‌های ۱۹۹۰ تا ۲۰۰۶ فعالیت داشت و وظیفه حفاظت از حیات وحش، زمین‌شناسی و مناطق طبیعی را بر عهده داشت. این سازمان به عنوان یک نهاد عمومی مستقل از وزارتخانه، تحت حمایت مالی وزارت محیط زیست، غذا و امور روستایی (DEFRA) قرار داشت و در زمینه ارائه مشاوره قانونی، اعطای کمک‌های مالی و صدور مجوزهای مرتبط با حفاظت محیط زیست فعالیت می‌کرد.
این سازمان در ابتدا بخشی از شورای حفاظت از طبیعت بود که در سال ۱۹۹۰ به چهار بخش تقسیم شد و وظایف مربوط به انگلستان به طبیعت انگلیسی واگذار شد. در سال ۲۰۰۶، پس از بررسی‌های دولتی، این نهاد با آژانس توسعه روستایی و آژانس حومه شهر ادغام شد و سازمان جدیدی به نام طبیعت طبیعی انگلستان (Natural England) شکل گرفت که همچنان به حفاظت از محیط زیست ادامه می‌دهد.
سازمان طبیعت انگلیسی که بین سال‌های ۱۹۹۰ تا ۲۰۰۶ فعالیت داشت، یکی از نهادهای کلیدی در حفاظت از محیط زیست بریتانیا بود. این سازمان نه‌تنها در مدیریت ذخایر طبیعی نقش داشت، بلکه در توسعه سیاست‌های محیط زیستی و ارائه مشاوره‌های قانونی نیز تأثیرگذار بود. طبیعت انگلیسی با سایر نهادهای حفاظتی مانند کمیته مشترک حفاظت از طبیعت (JNCC) همکاری نزدیکی داشت تا یک رویکرد هماهنگ برای حفاظت از طبیعت در سراسر بریتانیا ایجاد کند.
این سازمان همچنین در حفاظت از گونه‌های در معرض خطر و مدیریت مناطق حفاظت‌شده نقش مهمی ایفا کرد. یکی از اقدامات مهم آن، ارائه کمک‌های مالی و مجوزهای قانونی برای پروژه‌های حفاظتی بود. در سال ۲۰۰۶، پس از بررسی‌های انجام‌شده، این سازمان با بخش‌هایی از خدمات توسعه روستایی و آژانس حومه شهر ادغام شد و نهاد جدیدی به نام انگلستان طبیعی شکل گرفت. این تغییرات با هدف افزایش هماهنگی میان نهادهای حفاظتی و بهبود مدیریت منابع طبیعی انجام شد.
شورای حفاظت از طبیعت (NCC) (که قبلاً حفاظت از طبیعت نام داشت) توسط قانون پارک‌های ملی و دسترسی به حومه شهر مصوب ۱۹۴۹ تأسیس شد تا مسائل حفاظت طبیعت را در سراسر بریتانیای کبیر پوشش دهد. NCC توسط قانون حفاظت از محیط زیست ۱۹۹۰ به چهار بخش تقسیم شد - وظایف انگلیسی آن به طبیعت انگلیسی واگذار شد. در اسکاتلند، وظایف آن با وظایف کمیسیون حومه اسکاتلند ادغام شد تا میراث طبیعی اسکاتلند را تشکیل دهد، و به‌طور مشابه در ولز نیز ادغامی برای تشکیل شورای حومه ولز صورت گرفت. یک نهاد بسیار کوچک‌تر، کمیته مشترک حفاظت از طبیعت (JNCC)، از هر سه آژانس حمایت می‌کرد. وظایف انگلیسی کمیسیون حومه شهر به آژانس تازه تأسیس حومه شهر واگذار شد.
سازمان طبیعت انگلیسی با JNCC و نهادهای معادل آن برای اسکاتلند، ولز و ایرلند شمالی (آژانس محیط زیست ایرلند شمالی) همکاری نزدیکی داشت تا رویکردی منسجم در حفاظت از طبیعت در سراسر بریتانیا و در جهت انجام تعهدات بین‌المللی خود ایجاد کند.
این آژانس در اکتبر ۲۰۰۶ پس از بررسی لرد هاسکینز، که در قانون محیط زیست طبیعی و جوامع روستایی ۲۰۰۶ تصویب شده بود، منحل شد. از اول اکتبر ۲۰۰۶، این سازمان با بخش‌هایی از خدمات توسعه روستایی و آژانس حومه شهر ادغام شد و نهاد جدیدی به نام «انگلستان طبیعی» را تشکیل داد.